# سیم سیاه
سیم سیاه (نام علمی: Dichistius capensis) نام یک گونه از سرده گالیون‌ماهی‌ها است.